# 왔다 tv
왔다 tv(Wadda tv)는 디즈니 채널에서 방영을 한 유튜버 콘텐츠 프로그램이다.